# Jean-Thomas Desplanques-Dumesnil
Pour les articles homonymes, voir Desplanques.
Jean-Thomas Desplanques-Dumesnil est un homme politique français né le 11 mai 1734 à Carentan (Manche), où il est décédé le 18 juillet 1815.
Maire de Carentan, il est élu député du bailliage de Coutances, pour le tiers état, en 1789. Il est le frère de Charles Desplanques-Dumesnil, député au Conseil des Cinq-Cents.